# Mamblas
Mamblas – gmina w Hiszpanii, w prowincji Ávila, w Kastylii i León, o powierzchni 24,04 km². W 2011 roku gmina liczyła 229 mieszkańców.